# آی‌اوکا-۱
IOK-1، احتمالاً یکی از دورترین و پیرترین کهکشان‌های شناخته شده‌است ۱۲٫۸۸ میلیارد سال عمر دارد و در آوریل ۲۰۰۶ توسط ماسونوری ایه در رصدخانه ملی ستاره‌شناسی ژاپن و با استفاده از تلسکوپ سوبارو در هاوایی کشف شد. پرتو این کهکشان از سری بالمر بوده و انتقال سرخ ۶٫۹۶ دارد و بنابرین فقط در ۷۵۰ میلیون سال بعد از مهبانگ به وجود آمده‌است. اما اکنون گمان می‌رود که کهکشان Abell 1835 IR1916 از آن دورتر و پیرتر باشد.